# Emilio Cavallini
Emilio Cavallini (né en 1945 à San Miniato, province de Pise) est un styliste et entrepreneur italien, particulièrement connu pour ses collections de collants.

## Biographie
Emilio Cavallini étudie l'économie et le commerce à l'université de Florence, qu’il quitte en 1966 pour se consacrer à la mode. Il part pour la ‘Swinging London’ où il fait la connaissance de Mary Quant, se passionne pour les collants et commence à habiller les jambes des femmes avec fantaisie. Il crée alors des collants fantaisie en noir et blanc, à pois, avec étoiles, têtes de morts, rayures, graphiques animaliers et toutes sortes de résilles. Les couleurs fluo deviennent sa référence.
En 1970, Emilio Cavallini fonde sa propre entreprise Stilnovo spa. Il collabore alors avec les plus prestigieuses maisons de la mode parmi lesquelles Dior, Céline, Roberta di Camerino, Balenciaga, Gucci, Alexander McQueen, etc.
En 1980  Emilio Cavallini lance sa propre ligne de collants. La marque Emilio Cavallini voit le jour et le succès est immédiat. Il crée également des chaussures, des accessoires en cuir, des maillots de bain et une entière ligne de vêtements avant-gardiste pour des hommes et femmes jeunes.

Des boutiques ouvrent à Florence, Milan, Rome, Paris, Düsseldorf, Londres, Hong Kong et Tokyo. Cavallini devient membre de la chambre de la mode de Milan. Il fait défiler sa collection homme à Paris et femme à Milan.
Dans les années 80, Cavallini considère que l’heure n’ est plus à la recherche de nouvelles formes d’habillement. Il se consacre tout de même à l’étude et à la production de vêtements sans couture (seamless). Pour cela, il utilise de nouvelles machines spécialement conçues à cet effet. À la différence des machines pour collants, celles-ci ont de gros cylindres. Cavallini présente ses collections à New York et continue ses recherches qui le mènent à la création d’un grand collant  qui revêt tout le corps.
En 2009, Stilnovo produit quatre millions de collants fantaisie par an et les exporte dans le monde entier.

Cavallini se consacre actuellement  à la création de l’archive couvrant les modèles et techniques utilisés en 40 ans de carrière.

Il dédie également son temps à sa passion pour l’art contemporain et du passé. Cavallini crée lui-même des installations d’art en utilisant collants et connaissances mathématiques.

## Prix, récompenses et reconnaissances
Emilio Cavallini a eu de nombreuses reconnaissances institutionnelles
- 1986 - le président italien Francesco Cossiga le nomme « Cavaliere del lavoro ».;
- 1989 - le président italien Francesco Cossiga le nomme « Ufficiale »;
- 1989 - il remporte le « Lion d'or » à Venise pour la mode ;
- 1993 - le président italien Oscar Luigi Scalfaro le nomme « Commendatore ».